# Магса Аміні
Магса Аміні (перс. مهسا امینی 22 липня 2000, Секкез — 16 вересня 2022, Тегеран), також відома як Джина Аміні, — іранська жінка, яка була заарештована і піддана катуванням поліцією моралі керівництва Ірану, спеціальним поліційним загоном, відповідальним за публічне дотримання іранських правил носіння хіджабу, за те, що вона не носила хіджаб належним чином. Після двох годин побиттів по голові і жорстокого залякування у неї стався мозковий і серцевий напад, і вона впала в кому. Вона є однією з найвідоміших жертв агресії і насильства щодо жінок в Ірані. Загибель Аміні стала причиною масових протестів.

## Біографія
Магса Аміні народилася 21 вересня 1999 року в Саккезі в провінції Курдистан. Громадянка Ірану. Виросла в інтелігентній сім'ї, жила в курдському місті, де іранський уряд пригнічував людей.
Аміні була заарештована співробітниками Поліції моралі близько 6 години вечора у вівторок 14 вересня 2022 року біля станції метро Шахід Хаккані, розташованої на шосе Шахід Хаккані в Тегерані, коли вона була зі своїм братом. Після того, як її брат Кіареш Аміні висловив протест, Кіарешу сказали, що її доставлять до центру ув'язнення для проходження «брифінгів» і відпустять за годину. Але все сталося інакше, і незабаром напівживу Магсу доправили до лікарні Кесри на машині швидкої допомоги.
Після двох днів боротьби за своє життя Аміні перебувала в комі в лікарні Касра в Тегерані, і таким чином її страждання пробудили почуття широкого загалу і в черговий раз спровокували протест людей проти іранської поліції моралі і закону про хіджаб.
Магса померла у відділенні інтенсивної терапії лікарні Касра в Тегерані. Напівофіційне інформаційне агентство Fars повідомило, що Аміні померла 16 вересня 2022.

### Масові вуличні протести

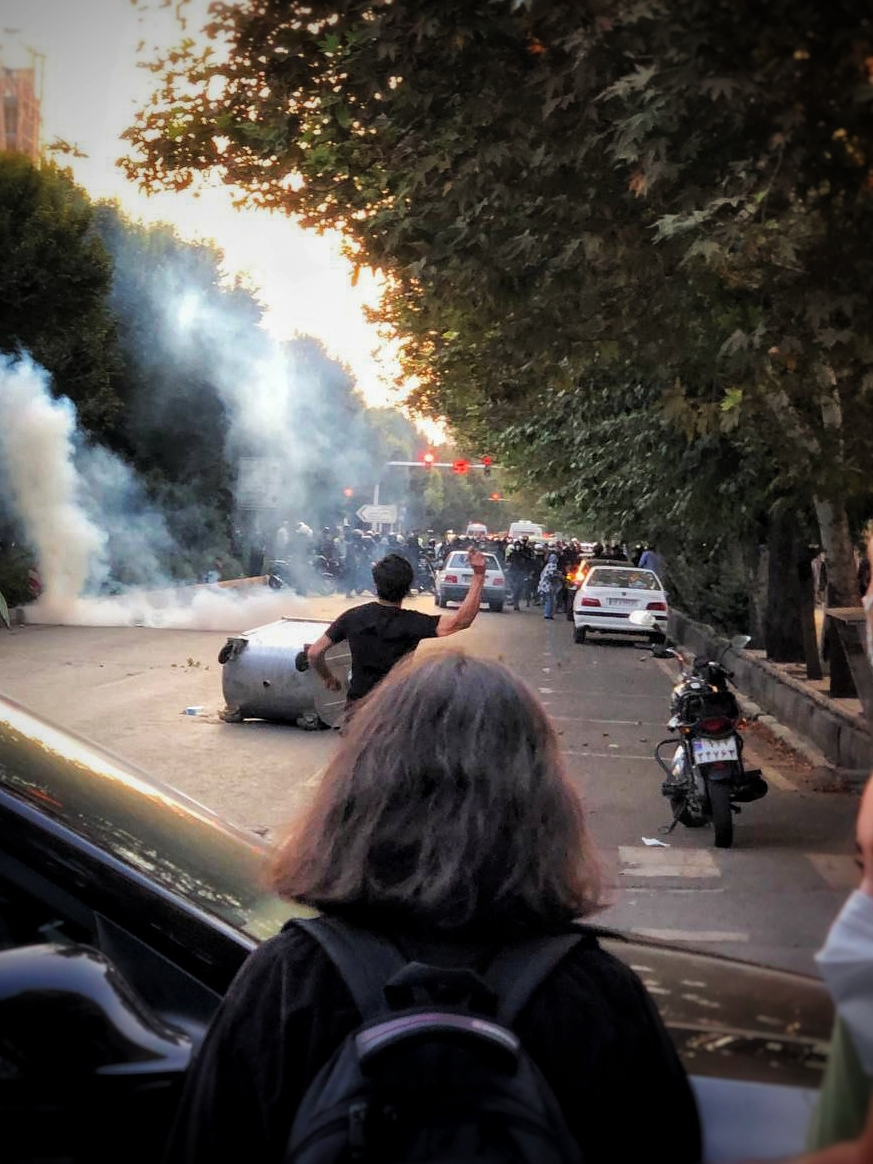
Люди протестують через вбивство Аміні в Тегерані

Після її смерті спалахнула серія протестів, найжорсткіший з них стався в Саккезі, її рідному місті.